# اسلامی (نام خانوادگی)
اسلامی به معنای منسوب به اسلام، از نام‌های خانوادگی در ایران است. برخی افراد با این نام خانوادگی عبارتند از:
- علی اسلامی نماینده دوره‌های چهارم و پنجم مجلس خبرگان رهبری جمهوری اسلامی ایران
- محمدعلی اسلامی ندوشن
- غلامرضا اسلامی بیدگلی
- مهناز اسلامی